# Zaricicea, Vasîlkiv
Zaricicea (în ucraineană Заріччя) este un sat în comuna Pohrebî din raionul Vasîlkiv, regiunea Kiev, Ucraina.

## Demografie
Componența lingvistică a localității Zaricicea
     Ucraineană (97,3%)
     Rusă (2,7%)
Conform recensământului din 2001, majoritatea populației localității Zaricicea era vorbitoare de ucraineană (97,3%), existând în minoritate și vorbitori de rusă (2,7%).